# Alkatraz
Alkatraz – polska grupa muzyczna grająca thrash metal.
Nazwa zespołu pochodzi od studia nagrań stworzonego przez gitarzystę Kata, Jacka Regulskiego.
Alkatraz powstał, gdy rozpadł się macierzysty zespół Romana Kostrzewskiego. Zainicjował on nowy projekt, mający grać odmienną muzykę od tej, jaką do tej pory z nim kojarzono. Przygotował też teksty, w których mniej było ponurej atmosfery i odniesień satanistycznych i okultystycznych, a więcej ironii i prześmiewczego spojrzenia na aktualną polską rzeczywistość (choć były też oskarżenia o mętność i niezrozumiałość). Muzyka była z założenia eksperymentalna – stąd dołączenie drugiej gitary basowej, częste zmiany tempa utworów.
W roku 2001 ukazała się płyta Error, która nie odniosła sukcesu, częściowo z powodu braku promocji. Na trasie koncertowej w 2002, podczas której na perkusji zagrał Ireneusz Loth, dużą część repertuaru zajęły utwory Kata i to właśnie na nich skupili się fani.
Wraz z reaktywacją Kata w 2002 z braku woli jego członków dla kontynuowania działalności, zespół przestał działać.

## Dyskografia
- Error (2001,  Silverton)

## Nagrody i wyróżnienia
| Rok  | Kategoria   | Nagroda                      | Nota       |
| ---- | ----------- | ---------------------------- | ---------- |
| 2002 | Debiut roku | Plebiscyt Metal Hammer, 2001 | 4. miejsce |